# Marcilly-la-Gueurce
Marcilly-la-Gueurce ist eine französische Gemeinde mit 135 Einwohnern (Stand: 1. Januar 2022) im Département Saône-et-Loire in der Region Bourgogne-Franche-Comté (vor 2016 Bourgogne). Sie gehört zum Arrondissement Charolles und zum Kanton Charolles.

## Geographie
Marcilly-la-Gueurce liegt etwa 60 Kilometer südwestlich von Chalon-sur-Saône.
Nachbargemeinden von Marcilly-la-Gueurce sind Vaudebarrier im Norden und Nordosten, Ozolles im Osten, Ouroux-sous-le-Bois-Sainte-Marie im Süden, Dyo im Südwesten sowie Changy im Westen.

## Bevölkerungsentwicklung
| Jahr                      | 1962 | 1968 | 1975 | 1982 | 1990 | 1999 | 2006 | 2011 | 2016 |
| Einwohner                 | 179  | 169  | 166  | 164  | 152  | 122  | 127  | 123  | 117  |
| Quelle: Cassini und INSEE |      |      |      |      |      |      |      |      |      |

## Sehenswürdigkeiten
- Kirche Saint-Laurent
- Schloss Marcilly-la-Gueurce, Monument historique seit 1993
- Schloss Terzé
- Schloss Moulin-la-Cour

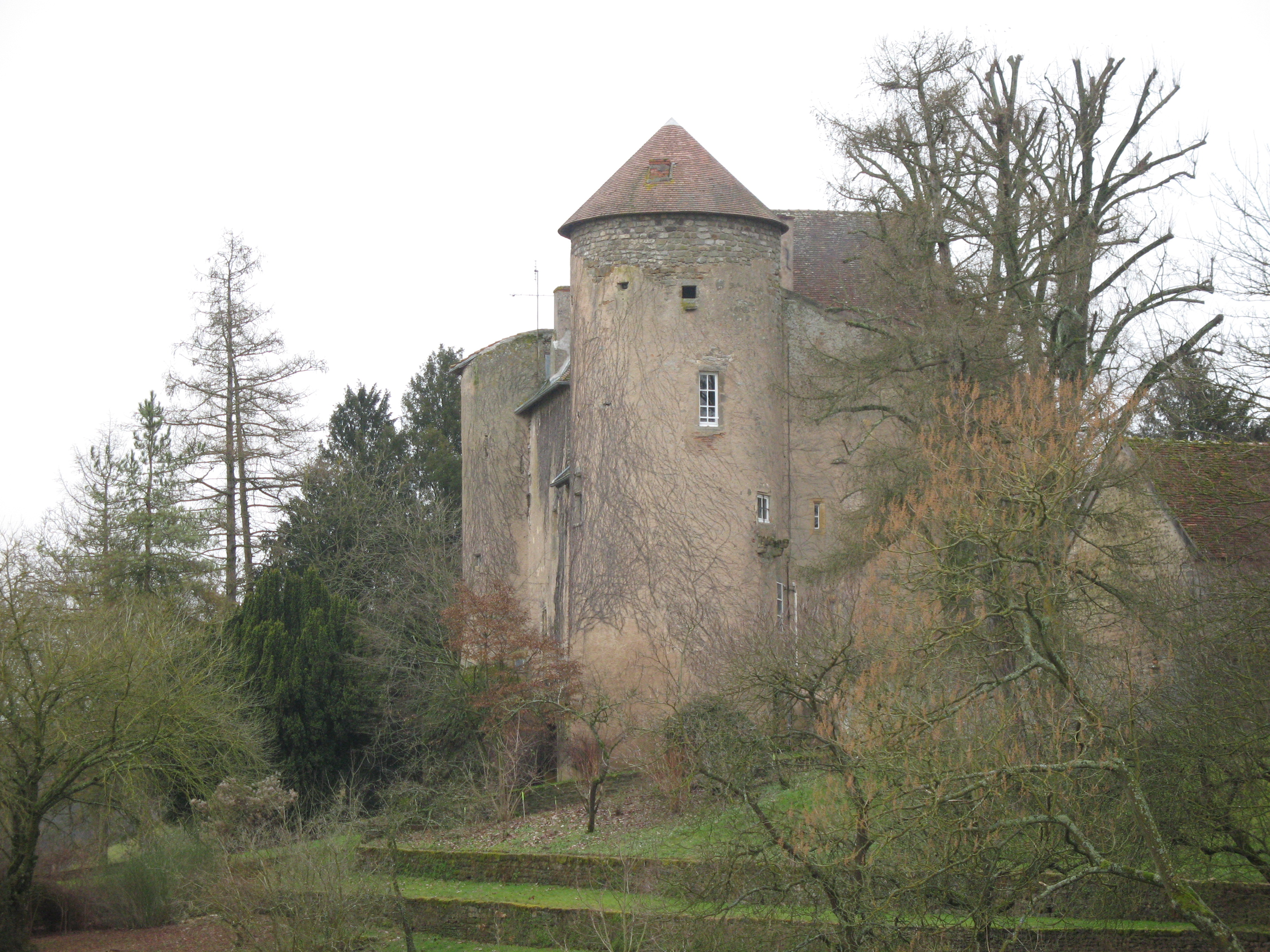
Schloss Marcilly-la-Gueurce
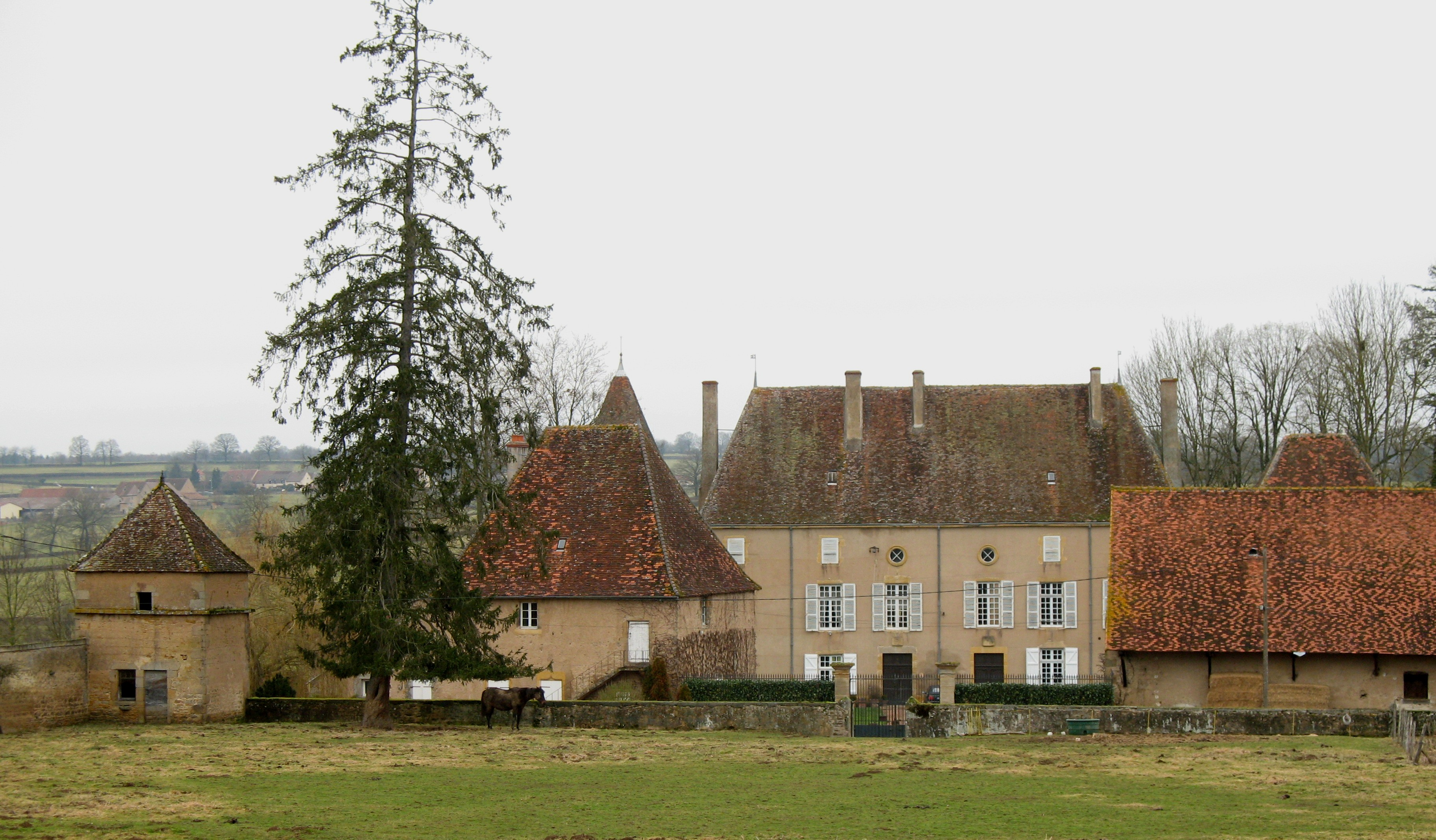
Schloss Terzé